# Žalgiris Kaunas
Žalgiris Kaunas ist ein Sportverein in Litauen. Er gilt als der traditions- und erfolgreichste Basketballverein des Landes. Der Verein nimmt Teil am Spielbetrieb der litauischen LKL und der EuroLeague (Saison 2024/25). Darüber hinaus gewann der Handballverein in den Jahren 1966/67 und 1967/68 den Europapokal der Landesmeister der Damen.

## Geschichte
Gegründet wurde „Žalgiris Kaunas“ nach der Befreiung Litauens von deutscher Besatzung im Jahr 1944. „Žalgiris“ ist die wörtliche Übersetzung von „Grunwald“, womit im Polnischen der Ort des Sieges über die deutschen Kreuzritter in der Schlacht bei Tannenberg im Jahr 1410 gemeint ist. Žalgiris war fünfmal sowjetischer Meister in den Jahren 1947, 1951 sowie dreimal in Folge 1985–1987 (mit Arvydas Sabonis als Starspieler sowie Valdemaras Chomičius, Rimas Kurtinaitis  und Gintaras Krapikas) und elfmal Vizemeister. Nach der Unabhängigkeit Litauens konnte Žalgiris Kaunas mehrfach den litauischen Meistertitel erringen. Nach einem Jahrzehnt ungebrochener Vorherrschaft liefert sich Kaunas seit Ende der 90er alljährlich einen prestigeträchtigen Schlagabtausch mit dem Hauptstadtverein Lietuvos Rytas aus Vilnius.
Nachdem Žalgiris Kaunas bereits 1985 (Pokal der Pokalsieger) und 1986 (Europapokal der Landesmeister) im Finale von europäischen Bewerben stand und nur gegen den FC Barcelona bzw. Cibona Zagreb mit Dražen Petrović den Kürzeren zog, gewannen sie 1999 den FIBA Europapokal der Landesmeister. Seither ist das Team durch eine A-Lizenz regelmäßig in der EuroLeague vertreten, schaffte aber nicht mehr den Einzug in die Runde der letzten Vier.
Arvydas Sabonis ist heute auch Mehrheitseigner des Klubs.
Gespielt wird in der Žalgirio Arena (15.500 Plätze). Frühere Hallen waren die S.-Darius-und-S.-Girėnas-Sporthalle mit einem Fassungsvermögen von 4350 Zuschauern und die Sporthalle Kaunas (4000 Plätze).

## Aktueller Kader
| Nr. | Nat.               | Name                | Position | Geburt     | Größe  | Info |
| --- | ------------------ | ------------------- | -------- | ---------- | ------ | ---- |
| 3   | Frankreich         | Sylvain Francisco   | Guard    | 10.10.1997 | 185 cm |      |
| 8   | /                  | Ignas Brazdeikis    | Forward  | 08.01.1999 | 201 cm |      |
| 9   | Litauen            | Dovydas Giedraitis  | Guard    | 17.08.2000 | 193 cm |      |
| 15  | Litauen            | Laurynas Birutis    | Center   | 27.08.1997 | 213 cm |      |
| 51  | Litauen            | Arnas Butkevičius   | Forward  | 22.10.1992 | 197 cm |      |
| 91  | Litauen            | Deividas Sirvydis   | Guard    | 10.06.2000 | 204 cm |      |
| 92  | Litauen            | Edgaras Ulanovas    | Forward  | 07.01.1992 | 199 cm | C    |
|     | Deutschland        | Maodo Lô            | Guard    | 31.12.1992 | 191 cm |      |
|     | Litauen            | Mantas Rubštavičius | Guard    | 06.05.2002 | 198 cm |      |
|     | Vereinigte Staaten | Nigel Williams-Goss | Guard    | 16.09.1994 | 191 cm |      |
|     | Vereinigte Staaten | Dustin Sleva        | Forward  | 23.09.1995 | 203 cm |      |
|     | Litauen            | Ąžuolas Tubelis     | Forward  | 22.03.2002 | 206 cm |      |
|     | /                  | Moses Wright        | Center   | 23.12.1998 | 207 cm |      |

| Nat.    | Name           | Position   |
| ------- | -------------- | ---------- |
| Litauen | Tomas Masiulis | Head Coach |

| Abk. | Bedeutung                       |
| ---- | ------------------------------- |
| Nr.  | Trikotnummer                    |
| Nat. | Nationalität                    |
| C    | Mannschaftskapitän              |
| S    | Suspension                      |
|      | Verletzungsbedingte Inaktivität |

## Titel
- Europapokal der Landesmeister: 1999
- Eurocup: 1998
- Meister der Baltic Basketball League: 2005, 2008, 2010–2012
- Baltischer Pokal: 1998
- Litauischer Meister: 1946, 1950, 1952–1955, 1958, 1991–1999, 2001, 2003–2005, 2007, 2008, 2011–2021, 2023, 2025
- Litauischer Pokalsieger: 1993, 2008, 2011, 2017, 2018, 2020–2022
- Sowjetischer Meister: 1947, 1951, 1985–1987
- Sowjetischer Pokalsieger: 1953
- NEBL-Champion: 1999
- Intercontinental Cup: 1986